# Sepia aculeata
Sepia aculeata е вид главоного от семейство Sepiidae.

## Разпространение и местообитание
Видът е разпространен в Бангладеш, Бруней, Виетнам, Индия (Андамански острови, Андхра Прадеш, Гоа, Гуджарат, Западна Бенгалия, Карнатака, Керала, Махаращра, Никобарски острови, Ориса, Пондичери и Тамил Наду), Индонезия (Калимантан, Суматра и Ява), Камбоджа, Кинмън, Китай (Гуандун, Гуанси, Джъдзян, Дзянсу, Ляонин, Пекин, Фудзиен, Хайнан, Хъбей, Шандун и Шанхай), Малайзия (Западна Малайзия, Сабах и Саравак), Мианмар, Северна Корея, Сингапур, Тайван, Тайван, Тайланд, Филипини, Шри Ланка, Южна Корея и Япония (Кюшу, Рюкю, Хоншу и Шикоку).
Обитава морета и заливи.